# Димитрије Цаблакон
Димитрије Цаблакон (службовао од 1345. до 1366./67. године), је био византијски аристократа и војсковођа.

## Биографија
Цаблакони су били значајна, богата и аристократска породица, забележена од средине 13. века, када је један од њених чланова стекао висок чин доместика схола (војсковође). Његов син је био Алексије Цаблакон, отац Димитријев. Димитрије је имао браћу Асоматијана и Арсенија, који су такође достигли високе функције у истом периоду.
Димитрије је први пут забележен 1345. године, пошто је већ имао високи војни чин великог маршала током опсаде Сера од стране снага краља Стефана Уроша IV Душана Немањића. Велики део градског становништва под Манојлом Асеном желео је да преда град Србима, док је Цаблакон био вођа про-законске фракције. После пада града, повукао се у Хрисопољ и још увек је посведочен 1360-их. Своје простране земље у Македонији поклонио је светогорском манастиру Ватопед.

## Породица
Димитрије се оженио Евдокијом Палеолог и имао неколико деце, чија нам имена нису позната. Један од њих је:
- ћерка, удала се за извесног Нићифора Ласкариса, који је живео у Христопољу (Кавала) 1366/67. године.[5]